# Lepthyphantes messapicus
Lepthyphantes messapicus är en spindelart som beskrevs av Lodovico di Caporiacco 1939. Lepthyphantes messapicus ingår i släktet Lepthyphantes och familjen täckvävarspindlar.
Artens utbredningsområde är Italien. Inga underarter finns listade i Catalogue of Life.